# فيلا سيلين
فيلا سيلين هي موقع أثري موجود في منطقة سيلين بالقرب من الخمس بليبيا.

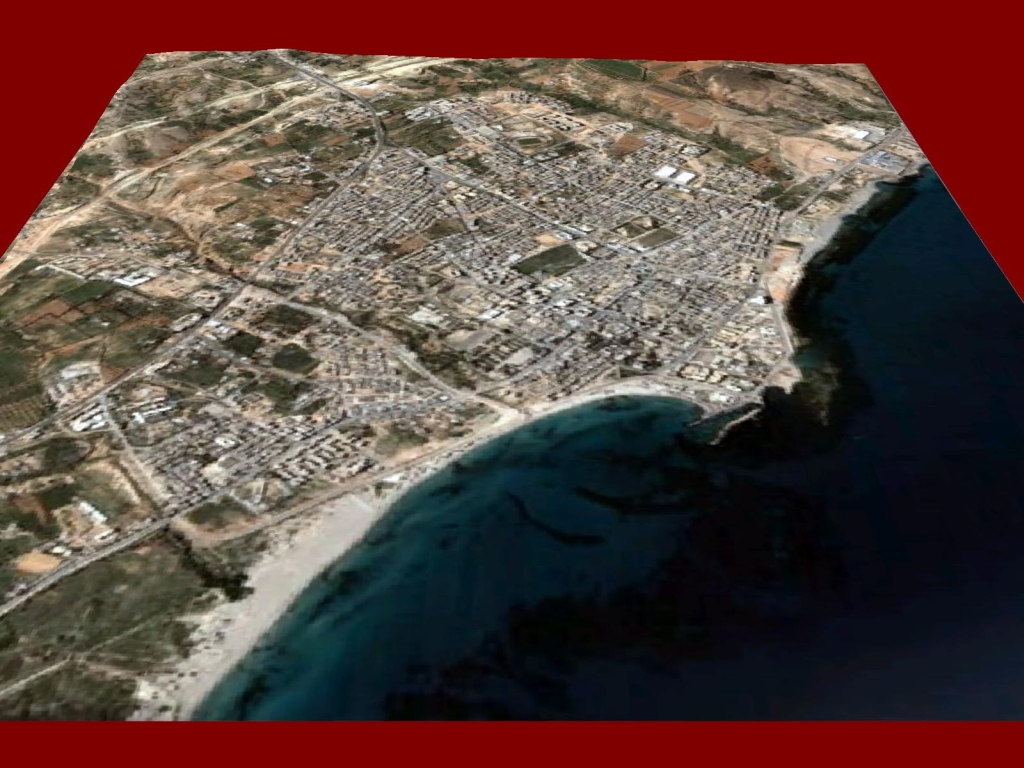
صورة لمنطقة الخمس من الفضاء

تقع فيلا سيلين في منطقة سيلين على الساحل المتوسط لشمال أفريقيا. وهي عبارة عن استراحة من أيام الرومان، تتبع حالياً بلدية الخمس الواقعة شرق العاصمة الليبية طرابلس بحوالي 100 كيلومتر.

## الوصف
تعد فيلا سيلين إحدى الفلل التي شيدها أثرياء الرومان خارج أسوار المدن؛ إذ تعدَ من المعالم الأثرية التي أولاها الرومان عناية خاصة؛ كونهم شيّدوا بها الجدران المرمرية والحدائق الزاخرة بأشجار الفاكهة وسط نوافير المياه؛ لتكون متنفساً يُلجأ إليه خلال فصل الصيف. إلى جانب ذلك، توجد الأروقة المعمدة المظلّلة بسقف محمول، على صفوف من الأقواس المزينة بنقوش. كما زوّدت الممرات بمصاطب للجلوس أثناء جلسات السمر تحت أضواء القمر. ويوجد أيضاً بداخل المنزل قاعات واسعة حولها غرف الجلوس والأكل والنوم، والمكتبات التي فُرشت أرضياتها بالفسيفساء والرخام، ورُسمت على جدرانها لوحات جصية، زُعلاوةً على خرفة التماثيل على حوائطها.
أضف إلى ذلك، أنها تحوي 46 غرفة موزعة على ثلاثة جوانب لفناء كبير، تحيط به أروقة معمدة بأعمدة من الحجر الجيري المغطى. تتوسطه حديقة يُعتقد بأن بها بركة مياه. وتجدر الإشارة إلى أن ألواح الفسيفساء من أبرز ماتحويه (فيلا سيلين)؛ نظراً لدقتها وجمالية ألوانها ورسوماتها.

## الخلفية التاريخية
يعود تاريخ بناء دارة وادي يالة (فيلا سيلين) إلى نهاية القرن الثاني وبدايات القرن الثالث للميلاد، حيث كشفت الحفريات الأثرية على ما يقارب من 400 متر مربع من أرضيات الفسيفساء، التي تصوّر لمحات من الحياة في المدن الرومانية، كما شاهدها معاصروها من الرومان، وبعض الأساطير والمعتقدات السائدة خلال مراحل تاريخية مختلفة.
ومن أشهر ألواح الفسيفساء تلك التي تصوّر سباق العربات المجرورة بأربعة خيول، المتبع في ميدان لبدة؛ حيث يظهر في اللوحة مشهدٌ للسباق. إضافة إلى فسيفساء ربّات الفصول الأربعة، وهن يعبرن الدائرة الفلكية التي يمسكها المؤلّه "أيون" حامل الأماني الطيبة إلى الأبراج السماوية. وإله "هوليوس" الذي يمتطي خيولا خارجة من المحيط الشرقي. من جانب آخر، فقد كُسيت أرضيات إحدى الغرف، بلوحة تعالج مواضيعها أسطورة "ليكورجو". فضلا على لوحةٍ لثور "توراكاتابسيا" وأشخاص يقفزون عليه بحركات بهلوانية، وهذه إحدى الألعاب التي كانت تمارس في سيرك مدينة لبدة أيضاً. وأخيراً، توجد أرضية فسيفسائية أخرى تصور "أمفتيريت" زوجة إله البحر نبتون وابنه.